# Lisa Neumann
Pas d'image ? Cliquez ici

a Compétitions nationales et continentales officielles uniquement.

b Matchs officiels uniquement.
Lisa Neumann, née le 23 décembre 1993 à Swansea (pays de Galles), est une joueuse internationale galloise de rugby à XV évoluant au poste d'ailière. Elle joue aux Harlequins.

## Biographie
Lisa Neumann naît le 23 décembre 1993 à Swansea, dans le sud du pays de Galles. Elle débute le rugby à XV à l'école primaire, et le pratique encore au collège puis à l'université de Manchester où elle remporte le titre national. Dans cette université, elle est diplômée en sciences biomédicales. Elle rejoint ensuite le club gallois du Harverfordwest RFC en 2016[réf. nécessaire].
En 2018, elle repart en Angleterre, avec l'équipe du Waterloo RFC (en). Elle représente dans le même temps la sélection provinciale de Llanelli, avec l'équipe du RGC 1404. Elle fait ses débuts en équipe du pays de Galles lors du Tournoi des Six nations 2018, contre l'Irlande.
En 2020, elle rejoints les Sale Sharks, où elle joue une saison et demie.
En février 2022, elle signe à Gloucester-Hartpury. Elle compte 27 sélections en équipe nationale quand elle est retenue en septembre 2022 pour disputer la Coupe du monde en Nouvelle-Zélande. À la fin de la saison, elle remporte le championnat national avec son club, en inscrivant un essai à la 76e minute de la finale contre les Exeter Chiefs (34-19).
À l'automne suivant, elle fait partie des trente joueuses qui repartent en Nouvelle-Zélande pour participer à la première édition du WXV.
Au mois de février 2024, elle s'engage avec les Harlequins.

## Palmarès
- Vainqueur du Championnat universitaire d'Angleterre en 2016.
- Vainqueur du Championnat d'Angleterre en 2023.